# Terrestre live e varie altre disfunzioni
Terrestre live e varie altre disfunzioni è il secondo album dal vivo del gruppo musicale italiano Subsonica, pubblicato il 17 novembre 2006 dalla Virgin Records.

## Descrizione
Il disco è composto da una prima parte live registrata durante l'ultima data del Terrestre Tour il 15 ottobre 2005 al Mazda Palace di Torino e da una parte acustica registrata negli studi di Casasonica.
Insieme ad alcuni brani riproposti in veste acustica (e inediti come Coriandoli a Natale) la seconda parte del cd contiene anche le cover Angeles di Elliott Smith e I Chase the devil di Max Romeo e un remix della canzone Salto nel vuoto dell'album Terrestre. L'ultima canzone del cd, Ancora ad odiare (versione domestica), si trova in versione MP3 scaricabile gratuitamente dal sito ufficiale del gruppo.

## Tracce
CD 1
1. Giorni a perdere (Live) – 4:28
2. Ratto (Live) – 4:46
3. Abitudine (Live) – 5:03
4. L'errore (Live) – 5:06
5. Two - Incantevole (Live) – 6:15
6. Corpo a corpo (Live) – 4:02
7. Gasoline (Live) – 5:43
8. L'odore (Live) – 4:20
9. Il cielo su Torino (Live) – 4:34
10. Preso blu (Live) – 6:43

CD 2
1. Intro – 0:19
2. Corpo a corpo (versione acustica) – 3:22
3. Angeles – 3:22
4. Tutti i miei sbagli (versione acustica) – 4:16
5. Le serpi (versione acustica) – 4:35
6. Preso blu (versione acustica) – 4:47
7. I Chase the Devil (feat. Victor) – 3:57
8. Salto nel vuoto (Remix) – 3:27
9. Altre disfunzioni – 1:13
10. Lasciati (versione acustica) – 3:03
11. Incantevole (versione acustica) – 3:36
12. Coriandoli a Natale – 3:45
13. Ancora ad odiare (versione acustica) – 5:17

## Formazione
- Samuel – voce
- Max – voce, chitarra
- Boosta – tastiera, voce
- Ninja – batteria
- Vicio – basso

## Classifiche
| Classifica (2006) | Posizione massima |
| ----------------- | ----------------- |
| Italia            | 17                |